# الانتخابات الرئاسية الأذربيجانية 1991

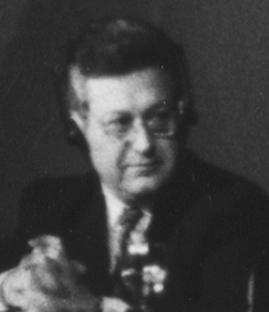
إياز مطليبوف.

أجريت الانتخابات الرئاسية للمرة الأولى في أذربيجان في 8 سبتمبر 1991. وكان المرشح الوحيد للحزب الشيوعي الأذربيجاني هو عياض مطالبوف، الذي فاز بنسبه 98.5٪ من الأصوات، وكان معدل المشاركة في الانتخابات 85.7٪.